# Dominic Brooklier
Domenico Brucceleri, meglio conosciuto come "Dominic Brooklier", e detto anche "Jimmy Regace" (Los Angeles, 19 novembre 1914 – Los Angeles, 18 luglio 1984), è stato un mafioso statunitense.
È stato il capo della Famiglia mafiosa di Los Angeles dal 1974 al 1984.

## Biografia
Domenico Brucceleri nasce a Los Angeles nel 1914 ed inizia la sua carriera nella malavita all'inizio degli anni quaranta, nella banda del gangster ebreo Mickey Cohen, come intimidatore e occupandosi del gioco d'azzardo e di rapine. Pochi anni dopo lascia la banda di Cohen, e subito dopo viene "affiliato" nella famiglia di Los Angeles, guidata all'epoca dal boss Jack Dragna.
Nel 1948, quando scoppia la faida tra la "Famiglia", e la banda di Cohen, lo stesso Brooklier su ordine dei suoi boss cercherà di assassinare lo stesso Cohen all'interno di un ristorante, ma quest'ultimo si salverà miracolosamente. In questo periodo Brooklier, stringe i suoi rapporti e lavora con altri mafiosi della città come: John Roselli e Jimmy Fratianno. Nel 1974 con la morte del boss Nicholas Licata, alla guida della "Famiglia" viene nominato proprio Brooklier, che già si occupava dei lucrosi racket della pornografia e delle estorsioni.
Nel 1977, ordina l'omicidio del mafioso Frank Bompensiero, omicidio del quale sarà processato come mandante, uscendone assolto. Nel 1978 viene condannato per racket ed estorsioni. Nel 1984 Brooklier muore in carcere per un infarto. I figli Anthony, John e Jim sono diventati degli stimati e apprezzati avvocati penalisti.